# Long Island (Papua Nuova Guinea)
Long Island è un'isola della Papua Nuova Guinea, situata ad est della città di Madang nello stretto di Vitjaz

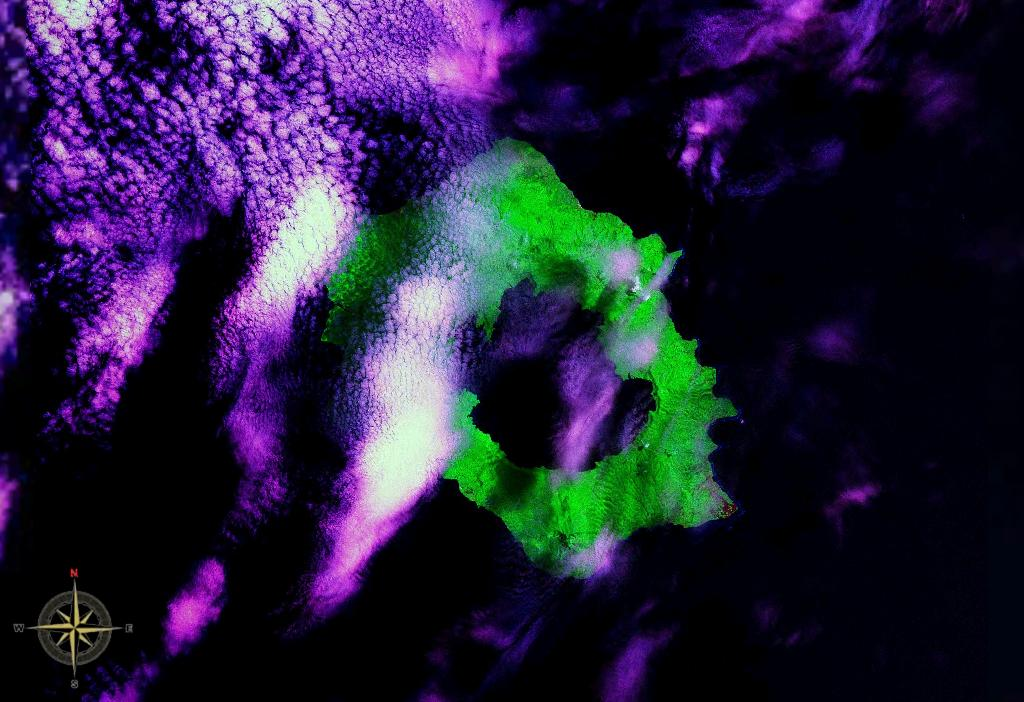
Long Island vista dallo spazio

## Long Island (Stretto di Vitjaz)
Si trova nello stretto di Vitjaz, tra l'isola di Nuova Britannia e la penisola di Huon (Nuova Guinea).

### Geografia
Localizzazione: 5°19'60"S, 147°05'60"E

Massima altitudine: 1280 m
È un'isola vulcanica, contenente una grande caldera che forma il lago Wisdom (diametro 11 km). Degno di nota il piccolo cono vulcanico chiamato Motmot, emerso nel 1968 all'interno del lago. L'isola è stata sconvolta da varie eruzioni vulcaniche. La più potente, avvenuta nel 1660, ebbe una potenza paragonabile a quella del Krakatoa del 1883, tanto che suoi depositi sono stati trovati addirittura sulle Highland della Nuova Guinea. Non ci sono testimonianze precise sulle eruzioni precedenti al 1930: da allora ce ne sono state nel 1933, 1938, 1943, 1953, 1955, 1968, 1973, 1976 e 1993. L'isola è molto interessante per gli studiosi di scienze naturali, che hanno potuto verificare sul campo la colonizzazione delle specie vegetali dopo l'eruzione del 1660.
Centri abitati: Karim, Malala, Matafum, Koep, Bok, Kwenkiau.